# Palacio Ducal de Híjar
El palacio ducal de Híjar es un Castillo-palacio aragonés que se encuentra situado en lo alto de la localidad de Híjar (Bajo Martín, Teruel). Ya existía antes de la Reconquista, luego perteneció a los barones y después a los duques de Híjar, haciendo las veces de su palacio. Era un edificio del siglo XIII, pero actualmente se encentra en estado de ruina.

## Historia
Después de su conquista, a mediados del siglo XII, Hijar se vinculó desde 1267 a una baronía de estirpe regia, iniciada por Pedro Fernández de Híjar, hijo natural de Jaime I. El castillo se organizaba en torno a un patio central porticado y estaba decorado con pinturas y yeserías. Poseía, además, una capilla interior con bóveda del siglo XVI y pinturas góticas e infinidad de techumbres y arte mueble, hoy desaparecido.
Subsiste, hoy, el palacio ducal que ha perdido sus cubiertas y que está abandonado. Su construcción debió de llevarse a cabo en el siglo XIV, pero las diversas fases de reconstrucción llegaron hasta la Primera Guerra Carlista, momento este en el que el palacio se convirtió en fuerte. A mediados del siglo XIX ya estaba en estado ruinoso y a principios del siglo XX se derrumbó parte de él.

## Descripción
Está situado en una pequeña plataforma de conglomerado poco alta pero con márgenes escarpados. Tenía muros en los márgenes de la plataforma, quedando como resto un torretón con las ménsulas de los matacanes, y en otro extremo una torre cilíndrica de tapial, ya cerca de la Iglesia de Santa María la Mayor.
En el otro extremo de la plataforma se encuentra el palacio ducal, con una planta rectangular de 35 por 25 metros. Este palacio ducal conserva todavía un patio central descubierto y un torretón rectangular.

## Enlaces de interés
- Wikimedia Commons alberga una categoría multimedia sobre Palacio Ducal de Híjar.